# Бартоли, Пьетро Санти
Пьетро Санти Бартоли (итал. Pietro Santi Bartoli; 1635; Перуджа — 7 ноября 1700; Рим) — итальянский живописец, рисовальщик и гравёр, мастер резцовой гравюры по меди и офорта. Римский антиквар и автор многих репродукционных гравюр.

## Биография
Пьетро Санти родился в Перудже (Умбрия), отсюда его прозвание: «Перуджино», однако его не следует путать с другим итальянским художником Пьетро Перуджино. В юности, в 1635 году, он переехал в Рим и учился живописи у Жана Лемера и Никола Пуссена, но затем оставил живопись, чтобы полностью посвятить себя гравюре. Пьетро Санти прославился гравюрами резцом с изображениями классических древностей: знаменитых античных статуй и рельефов саркофагов из собрания Ватикана. Среди многих гравюр, опубликованных Бартоли, — «Триумфальные арки Рима» в 54 гравюрах; «Древнеримские и этрусские гробницы, обнаруженные в Риме и других местах», в 110 таблицах; «Древние фигурные могильные светильники, собранные в каменоломнях и пещерах Рима» в 119 таблицах, а также картин Рафаэля Санти и Никола Пуссена. 
Бартоли публиковал свои гравюры с изображениями римских памятников в сборниках «Admiranda Romanorum Antiquitatum» (Рим, 1693).
Около 1660 года он участвовал в раскопках «Золотого дома» (Domus Aurea) императора Нерона в Риме. Пятьдесят пять рисунков Бартоли воспроизвёл в гравюрах «Codice Virgiliano» (Рим, Ватикан, 1677, Bib. Apostolica, Cod. Vat. 3867) по заказу кардинала Камилло Массимо. Для Массимо он также делал рисунки древнеримских картин и мозаик. В 1680 году он опубликовал тридцать пять таблиц, воспроизводящих росписи римских катакомб. Также значительными являются репродукции рельефных фризов Колонны Траяна и Колонны Марка Аврелия.
Позднее Пьетро Санти Бартоли жил в Париже, где был представлен ко двору Людовика XIV. В 1699 году вместе с гравёром Доменико де Росси он создал фолиант «Памятники Римского величия» (Romanae Magnitudinis Monumenta) — более позднее издание «Antiquae Urbis Splendor» 1637 года Джакомо Лауро. Бартоли адаптировал 138 оригинальных гравюр Лауро и награвировал 16 новых.
Пьетро Санти Бартоли скончался 7 ноября 1700 года в Риме. Он был похоронен в базилике Сан-Лоренцо-ин-Лучина рядом с могилой своего друга Пуссена. Гравюры Бартоли ценил Винкельман, он предлагал их в качестве образцов для рисования древностей. Гёте писал: «Энтузиасты знают Пьетро Санти Бартоли по его многочисленным прекрасным произведениям, основанным на старине, барельефах и картинах, которые не удовлетворяют всех желаний в точности деталей, но в целом передают вкус старины».
Немецкий историк искусства Иоганн Готтлоб фон Квандт в своей работе «История искусства гравюры» (Entwurf Zu Einer Geschichte Der Kupferstecherkunst, Лейпциг, 1826) дал творчеству Бартоли ещё более высокую оценку.
- Копия росписи плафона. Из раскопок «Золотого дома» Нерона. Бумага, акварель. Национальный музей изобразительных искусств, Стокгольм
- Титульный лист издания «Virgilii Maronis Opera». Рим, 1725. Гравюра резцом на меди
- Иллюстрация издания «Древние гробницы, то есть римские и этрусские мавзолеи, обнаруженные в Риме и в других известных местах, содержащие множество выдающихся памятников». 1767. Офорт
- Иллюстрация того же издания
- Цирк Нерона. 1699. Гравюра резцом на меди
- Иллюстрация сборника «Picturae antiquae cryptarum romanarum» (Acta Eruditorum. VI templi). 1708
- Древние фигурные могильные светильники. Иллюстрация сборника «Picturae antiquae cryptarum romanarum» (Acta Eruditorum. IV medaglioni). 1692
- Иллюстрация издания «Admiranda romananum antiquitatum ac veteris sculpturae vestigial», 1693
- Иллюстрация издания «Древние гробницы, то есть римские и этрусские мавзолеи, обнаруженные в Риме и в других известных местах, содержащие множество выдающихся памятников». 1767. Офорт